# Маркова, Евгения Евгеньевна
Евгения Евгеньевна Маркова (род. 26 ноября 1982) — российский топ-менеджер, генеральный директор «Роскино» (2020—2022).

## Биография
Родилась 26 ноября 1982 года. В 2005 году с отличием окончила Российский университет дружбы народов. Училась в Германии, имеет степень MBA Потсдамского университета.
В 2006—2010 годах работала в компании Philips: начинала в Департаменте развития бизнеса, затем возглавила подразделение коммуникаций, в 2008 году впервые под ее руководством был создан отдел маркетинга «Philips Healthcare» в регионе Россия и СНГ.
В 2011—2012 годах работала заместителем генерального директора по стратегическому маркетингу в подразделении Российских железных дорог — «РЖД. Здоровье». Под её руководством проводилось объединение разрозненных объектов — санаториев и медицинских отелей, формирование из них сетевой структуры под единым брендом.
С 2013 по 2018 год работала в структурах группы Банка «Россия», где занимала должности вице-президента дочерней компании группы «АБР-менеджмент». Курировала создание и вывод на рынок более десяти брендов группы, включая молодёжные досугово-образовательные центры «Место» в малых и средних городах России с целью развития местных сообществ, сеть отелей «Точка на карте» в Ленинградской области и Карелии и парк-отель «Дача Винтера» в Карелии, руководила процессом создания центров русской культуры за рубежом.
В 2019—2022 годах работала в киноиндустрии. В 2019 году стала директором по связям с индустрией в компании «Экспоконтент», где занималась координацией деятельности кинопроизводителей из России на зарубежных кинорынках. В ноябре 2019 года Маркова вошла в рабочую группу по созданию федеральной системы рибейтов для зарубежных кинопродюсеров.
Осенью 2019 года ряд деятелей культуры предложили главе Росимущества Вадиму Яковенко назначить Маркову руководителем «Роскино». 6 февраля 2020 года она была назначена на должность генерального директора «Роскино».
В конце апреля 2022 года покинула пост генерального директора и перешла в состав совета директоров компании.
В 2022 году Маркова создала агентство «JM Create and Connect», которое занимается развитием международного партнёрства в сфере креативных индустрий.

## Личная жизнь
Супруг — медиаменеджер и продюсер Вячеслав Муругов.

## Награды
- Специальная награда 78-го Венецианского кинофестиваля за развитие сотрудничества в области кинематографии между Россией и Италией (2021)[8]
- Шорт-лист первой Национальной премии в области креативных индустрий Russian Creative Awards в номинации «Менеджер года» (2021)[9]
- Гран-при Национальной премии «Медиа-менеджер России» (2021)[10]
- Специальная награда Ассоциации продюсеров кино и телевидения (АПКиТ) за расширение границ (2020)[11]
- Премия Банка России (2015)
- Стипендиат программы «Молодые лидеры России и Германии»